# Plaque africaine
La plaque africaine, aussi appelée plaque Nubienne, est une plaque tectonique de la lithosphère de la planète Terre. Sa superficie est de 1,44065 stéradians. On y associe généralement la plaque somalienne qui est en cours de séparation avec la plaque africaine au niveau de la vallée du Grand Rift.

## Déplacement

Simulation du déplacement de la plaque africaine en fonction de ses vitesses et directions actuelles.

Le déplacement de la plaque africaine se fait vers le nord-est, à une vitesse de 2,15 centimètres par an ou à une vitesse de rotation de 0,927° par million d'années selon un pôle eulérien situé à 59° 16′ de latitude nord et 73° 17′ de longitude ouest (référentiel : plaque pacifique).
Son contact divergent avec la plaque arabique vient du fait que cette dernière se déplace vers le nord plus rapidement que la plaque africaine.
Les zones de convergence sont situées au nord de la plaque, en mer Méditerranée. À terme, la mer Méditerranée est condamnée à disparaître : isolée de l'océan Atlantique d'ici 650 000 ans, elle se segmentera en de nombreux bassins qui s'assècheront et laisseront place à une chaîne de montagnes.

## Étendue
Elle couvre, par de la croûte continentale, la majorité du continent africain hormis :
- à l'est, l'Afrique de l'Est, les îles africaines de l'océan Indien (Madagascar, Seychelles, Comores, Mascareignes et l'archipel de Socotra), qui dépendent de la plaque somalienne ;
- le Rif au Maroc, dépendant de la plaque eurasiatique ;
- la dépression de l'Afar en Éthiopie et Érythrée, dépendant de la plaque arabique.

La croûte continentale de la plaque africaine couvre également :
- une petite partie de l'Asie avec le Sinaï et le littoral du Levant.

La croûte océanique de la plaque africaine couvre quant à elle :
- une partie de l'est de l'océan Atlantique dont les îles Canaries, du Cap-Vert, de Madère et du sud des Açores ;
- le sud de la mer Méditerranée avec la Sicile et une partie des îles Éoliennes ;
- l'ouest de la mer Rouge ;
- l'extrémité sud-ouest de l'océan Indien.

## Frontières
Ses frontières avec les autres plaques sont principalement formées des dorsales, du sud-ouest de l'océan Indien et de la mer Rouge et du rift constituant la vallée du Grand Rift.
La plaque africaine est en contact avec les plaques :
- eurasiatique au nord par une série de contacts convergents, divergents et transformants ;
- nord-américaine au nord-ouest, par la dorsale médio-atlantique divergente ;
- sud-américaine au sud-ouest, par la dorsale médio-atlantique divergente ;
- antarctique au sud, par la dorsale du sud-ouest de l'océan Indien divergente ;
- somalienne à l'est, par la vallée du Grand Rift divergente et une zone de convergence océanique ;
- arabique au nord-est, par le rift divergent de la dorsale de la mer Rouge ;
- anatolienne, de la mer Égée et eurasiatique au nord, par des contacts convergents.

## Sous-composants
La plaque africaine se sépare en deux depuis quinze millions d'années en Afrique de l'Est : un rift continental se met en place avec un étirement linéaire de la plaque du golfe d'Aden jusqu'au Malawi. Cet étirement est associé à un volcanisme basaltique tholéiitique que l'on rencontre plutôt au niveau des dorsales océaniques, une mise en place de grabens et de horsts de part et d'autre du rift et un point chaud situé dans la dépression de l'Afar. Si la divergence se poursuit un nouveau bloc continental apparaîtra, séparé du reste de l'Afrique par une nouvelle mer du même type que la mer Rouge et porté par la plaque somalienne. Déjà la mer a commencé à se former au niveau du golfe de Tadjourah et de l'est de l'Éthiopie : une partie de la région se trouve au-dessous du niveau de la mer et l'on assiste à une infiltration de l'eau de mer qui forme des lacs salés.

## Sources
- (en) Peter Bird, An updated digital model of plate boundaries, vol. 4, Geochemistry Geophysics Geosystems, 14 mars 2003 (DOI 10.1029/2001GC000252, Bibcode 2003GGG.....4.1027B, lire en ligne)
- (en) « Speed of the Continental Plates : An educational, fair use website », sur hypertextbook.com